# Gyposaurus
Gyposaurus is een geslacht van basale Sauropodomorpha, plantenetende dinosauriërs.
In 1906 meldde Robert Broom de vondst bij Ladybrand, in de Oranje Vrijstaat, van een dinosauriërskelet dat hij toewees aan Hortalotarsus skirtopodus Seeley 1894. In 1911 was hij tot de conclusie gekomen dat het een apart taxon betrof en benoemde dit als de typesoort Gyposaurus capensis. De geslachtsnaam is afgeleid van het Oudgriekse γύψ, gyps, "gier", een verwijzing naar de vermeende carnivore levenswijze — in feite betrof het een planteneter. De soortaanduiding verwijst naar de Kaapkolonie.
Het holotype, SAM 990, is gevonden in de Clarensformatie die dateert uit het vroege Jura, Hettangien-Sinemurien. Het bestaat uit een gedeeltelijk skelet zonder schedel en omvat elf ruggenwervels, zes staartwervels, ribben, buikribben, een stuk van het rechterschouderblad, stukken van de darmbeenderen, het rechterschaambeen, het rechterzitbeen en een rechtervoet inclusief middenvoet.
In 1976 maakte Peter Malcolm Galton er een soort van Anchisaurus van, Anchisaurus capensis, maar in 1981 concludeerde Michael Robert Cooper dat het om een jong van Massospondylus ging. Dit laatste wordt tegenwoordig algemeen aanvaard en betekent dat Gyposaurus een jonger synoniem is.
In 1940/1941 benoemde Yang Zhongjian een tweede soort van Gyposaurus: Gyposaurus sinensis uit China. Het holotype IVPP V24 is gevonden bij Shawan en bestaat uit een stel bovenkaken en onderkaken. Ook hier gaat het om een jong dier. Sommige onderzoekers denken dat het een jong van Lufengosaurus is. Dong Zhiming zag het in 1992 als een Anchisaurus (Gyposaurus) sinensis. Ook wordt het mogelijk geacht dat het een valide taxon is waarvoor een nieuw geslacht benoemd moet worden.
In 1965 gebruikte Oskar Kuhn Gyposaurus als een vervangingsnaam van Hortalotarsus wat een Gyposaurus skirtopodus opleverde en in 1967 hernoemde Alan Jack Charig Aristosaurus erectus Hoepen 1920 tot een Gyposaurus erectus. Beide laatste namen zijn overbodig als nomina dubia en incorrect nu Gyposaurus een jonger synoniem geacht wordt.